# Guy Taillard
Guy Taillard (né le 7 février 1945 à Bergerac (Dordogne)) est un athlète français, licencié à l'ASPTT Bordeaux, spécialiste du 800 mètres.

## Palmarès
- 11 sélections en Équipe de France A
- 4 sélections en Équipe de France Jeunes

- Il a détenu le Record de France du relais 4 × 800 mètres en 1971 avec Jean-Claude Labeau, Francis Gonzalez et Philippe Meyer avec le temps de 7 min 16 s 4[1].

Championnats de France Élite :
- - 1er et Champion de France du 800 m en 1969 à Colombes.

## Meilleures performances
| Épreuve | Performance  | Lieu           | Date |
| ------- | ------------ | -------------- | ---- |
| 400 m   | 48 s 2       | Colombes       | 1965 |
| 800 m   | 1 min 47 s 3 | Viry-Châtillon | 1966 |
| 1 000 m | 2 min 22 s 7 | Bellac         | 1966 |